# Tapacul de Caracas
El tapacul de Caracas (Scytalopus caracae) és una espècie d'ocell de la família dels rinocríptids (Rhinocryptidae).

## Hàbitat i distribució
Habita el bosc de muntanya del nord de Veneçuela.
1. ↑  «Tapacul de Caracas». Cercaterm.  TERMCAT, Centre de Terminologia. Rev. 10/06/2021(català)